# Pestrezy
Pestrezy (russisch Пестрецы́; tatarisch Питрәч, Piträç) ist ein Dorf (selo) in der Republik Tatarstan in Russland mit 8102 Einwohnern (Stand 14. Oktober 2010).

## Geographie
Der Ort liegt gut 30 km Luftlinie östlich des Zentrums der Republikhauptstadt Kasan am rechten Ufer des Flusses Mjoscha, der etwa 40 km südlich in den Kuibyschewer Stausee mündet, unweit der ursprünglichen Mündung der Kama in die Wolga.
Pestrezy ist Verwaltungszentrum des Rajons Pestretschinski sowie Sitz der Landgemeinde Pestretschinskoje selskoje posselenije, zu der weiterhin die Dörfer Schichasda (6 km nordwestlich) und Ulanowo (2 km westlich) sowie die Siedlung (possjolok) Kosi Potschinok (8 km nordwestlich) gehören.

## Geschichte
Der Ort ist seit dem 16. Jahrhundert bekannt, blieb aber lange unbedeutend. Es gehörte zum Ujesd Kasan und war mit diesem ab 1708 Teil des Gouvernements Kasan (von 1781 bis 1796 Statthalterschaft Kasan). Bis nach 1913 war es innerhalb des Ujesds Teil einer Wolost mit Sitz im sieben Kilometer südwestlich gelegenen Dorf Kulajewo, obwohl es dieses bis Ende des 19. Jahrhunderts nach Einwohnerzahl um das Mehrfache überflügelte.
1920 kam Pestrezy zum Kanton Arsk der neu gebildeten Tatarischen ASSR und war dort als größte Ortschaft der Gegend selbst Sitz einer Wolost. Mit der Aufhebung der Kantongliederung wurde der Ort am 10. August 1930 Verwaltungszentrum eines nach ihm benannten Rajons.

### Bevölkerungsentwicklung
| Jahr | Einwohner |
| ---- | --------- |
| 1897 | 2115      |
| 1939 | 2691      |
| 1959 | 2619      |
| 1970 | 3634      |
| 1979 | 5013      |
| 1989 | 6210      |
| 2002 | 7297      |
| 2010 | 8102      |

Anmerkung: Volkszählungsdaten

## Verkehr
Etwa sechs Kilometer südlich an Pestrezy führt die dort autobahnähnlich ausgebaute föderale Fernstraße M7 Wolga vorbei, die Moskau über Nischni Nowgorod und Kasan mit Ufa verbindet (auf diesem Abschnitt zugleich Europastraße 017). Unweit zweigt die Regionalstraße 16K-1091 als Teil der neuen Verbindung in Richtung Tschistopol – Almetjewsk ab. Von Pestrezy nach Nordwesten verläuft die 16K-1338, die nach gut zehn Kilometern die 16K-1332 Kasan – Tjuljatschi – Bogatyje Saby – Schemordan erreicht.
Die nächstgelegenen Bahnstationen befinden sich in Kasan und dessen nordöstlichen Vorort (und Rajonverwaltungssitz) Wyssokaja Gora, beide an der Strecke Moskau – Jekaterinburg.